# IntelliMouse
IntelliMouse — бренд лінії комп'ютерних мишок Microsoft. Серія IntelliMouse пов'язана з рядом іновацій в галузі комп'ютерних мишок.
Microsoft також розробила одну з перших ергономічних мишок — Microsoft Natural Wireless Laser Mouse 6000.
Зараз[коли?] серія IntelliMouse включає широкий спектр моделей дротового та бездротового зв'язку. Головний конкурент — Logitech.